# Eda Tuğsuz
Eda Tuğsuz (née le 27 mars 1997 à Antalya) est une athlète turque, spécialiste du lancer de javelot.

## Carrière
5e des Championnats du monde cadets de Donetsk en 2013, Eda Tuğsuz décroche la médaille de bronze des Championnats du monde juniors de Bydgoszcz en 2016. Deux semaines avant, elle atteignait la finale des Championnats d'Europe d'Amsterdam, en catégorie sénior. Elle termine la saison avec un record à 58,95 m.
En avril, dans sa ville natale d'Antalya, la Turque porte son record personnel et le record national à 64,30 m, avant d'établir le 18 mai à Bakou, lors des Jeux de la solidarité islamique, un nouveau record à 67,21 m. Cette marque est une nouvelle meilleure performance mondiale de l'année, un nouveau record de Turquie, un record d'Europe espoir et fait de la turque une potentielle favorite pour les Championnats d'Europe espoirs de Bydgoszcz et les Championnats du monde de Londres.

## Palmarès
| Date | Compétition                          | Lieu             | Résultat | Marque  |
| ---- | ------------------------------------ | ---------------- | -------- | ------- |
| 2013 | Championnats du monde cadets         | Donetsk          | 5e       | 51,56 m |
| 2016 | Championnats des Balkans             | Pitești          | 1re      | 56,47 m |
| 2016 | Championnats d'Europe                | Amsterdam        | 11e      | 56,97 m |
| 2016 | Championnats du monde juniors        | Bydgoszcz        | 3e       | 56,71 m |
| 2017 | Jeux de la solidarité islamique      | Bakou            | 1re      | 67,21 m |
| 2017 | Championnats d'Europe par équipes    | Vaasa            | 2e       | 57,48 m |
| 2017 | Championnats d'Europe espoirs        | Bydgoszcz        | 4e       | 62,37 m |
| 2017 | Championnats du monde                | Londres          | 5e       | 64,52 m |
| 2017 | Universiade                          | Taipei           | 4e       | 60,75 m |
| 2018 | Coupe d'Europe hivernale des lancers | Leiria           | 1re      | 60,92 m |
| 2019 | Universiade                          | Naples           | 3e       | 59,75 m |
| 2019 | Championnats d'Europe espoirs        | Gävle            | 2e       | 61,03 m |
| 2019 | Championnats d'Europe par équipes    | Sandnes          | 3e       | 54,92 m |
| 2019 | Ligue de diamant                     | Ligue de diamant | 6e       | 61,81 m |
| 2021 | Coupe d'Europe des lancers           | Split            | 6e       | 59,78 m |
| 2021 | Jeux olympiques                      | Tokyo            | 4e       | 64,00 m |
| 2022 | Jeux méditerranéens                  | Oran             | 2e       | 59,30 m |
| 2024 | Coupe d'Europe des lancers           | Leiria           | 2e       | 60,50 m |

## Records
| Épreuve           | Marque       | Lieu  | Date        |
| ----------------- | ------------ | ----- | ----------- |
| Lancer du javelot | 67,21 m (NR) | Bakou | 18 mai 2017 |